# Magdalena Mouján
Magdalena Mouján   (Pehuajó, 26 de març de 1926 - Mar del Plata, 17 de juliol de 2005), coneguda familiarment com Beltxa, va ser una escriptora i matemàtica argentina, d'ascendència basca.

## Vida i obra
Mouján va néixer a una petita ciutat de la província de Buenos Aires, però a uns quatre-cents quilòmetres a l'oest de la capital, en la qual s'havia establert el seu avi, Pedro María Otaño, un conegut bertsolari basc nascut a Zizurkil. La jove va estudiar a la universitat nacional de La Plata, en la qual es va graduar en física i matemàtiques el 1950. A continuació va treballar com investigadora en el camp de l'investigació operativa a la JICEFA (Junta de Insvestigaciones Científicas y Experimentaciones de las Fuerzas Armadas) fins al 1959 quan va ser nomenada professora de la universitat Catòlica Argentina. A partir de 1961, també va treballar al Consell de l'Energia Atòmica.
El 1966, amb el cop d'estat de Juan Carlos Onganía i la "nit dels bastons llargs", va deixar els seus càrrecs i es va dedicar de ple a escriure relats de ciència-ficció, obres per las quals és coneguda, ja que va rebre diversos premis al seu país. Els primer d'aquests relats els va publicar sota el pseudònim de Inge Matquim.
Uns anys després del cop d'estat va reprendre la seva carrera docent i, després d'estar a varies universitats, va ser professora a la universitat nacional de La Plata fins al 1989 i a la de Luján fins que es va retirar. Va morir a La Plata el 2005.
L'episodi més curiós de la seva vida es va produir quan la revista barcelonina Nueva Dimensión va publicar el seu conte titulat Gu ta Gutarrak (Nosaltres i els nostres), en el qual revisava el mite de l'antiguitat i puresa bascos intentant donar resposta, amb un to més aviat irònic, a les preguntes que s'havia fet el seu avi en un conegut poema de 1899 de títol anàleg. Pocs dies després de la impressió i distribució del número 14 de la revista, la primavera del 1970, els editors van rebre una notificació del Tribunal d'Ordre Públic franquista, per la qual se'ls comminava a no vendre l'exemplar ja que el seu contingut podia atemptar contra la unitat de la pàtria. Els editors, de corre-cuita, van substituir les pàgines que ocupava el relat per un comic de Johnny Hart que tenien a mà. El segrest de la revista i el suposat crim mai van arribar a judici, però el rebombori internacional que va provocar aquesta decisió judicial va ser considerable. Això va fer que el conte es traduís a diverses llengües. El 1979, en el número 114 de la revista (cent números més tard) es va tornar a publicar el conte, senyalant en vermell els paràgrafs que els censors de 1970 havien trobat inapropiats.